# Hongqi
Hongqi - китайський виробник автомобілів класу люкс, який належить до групи FAW.

## Опис

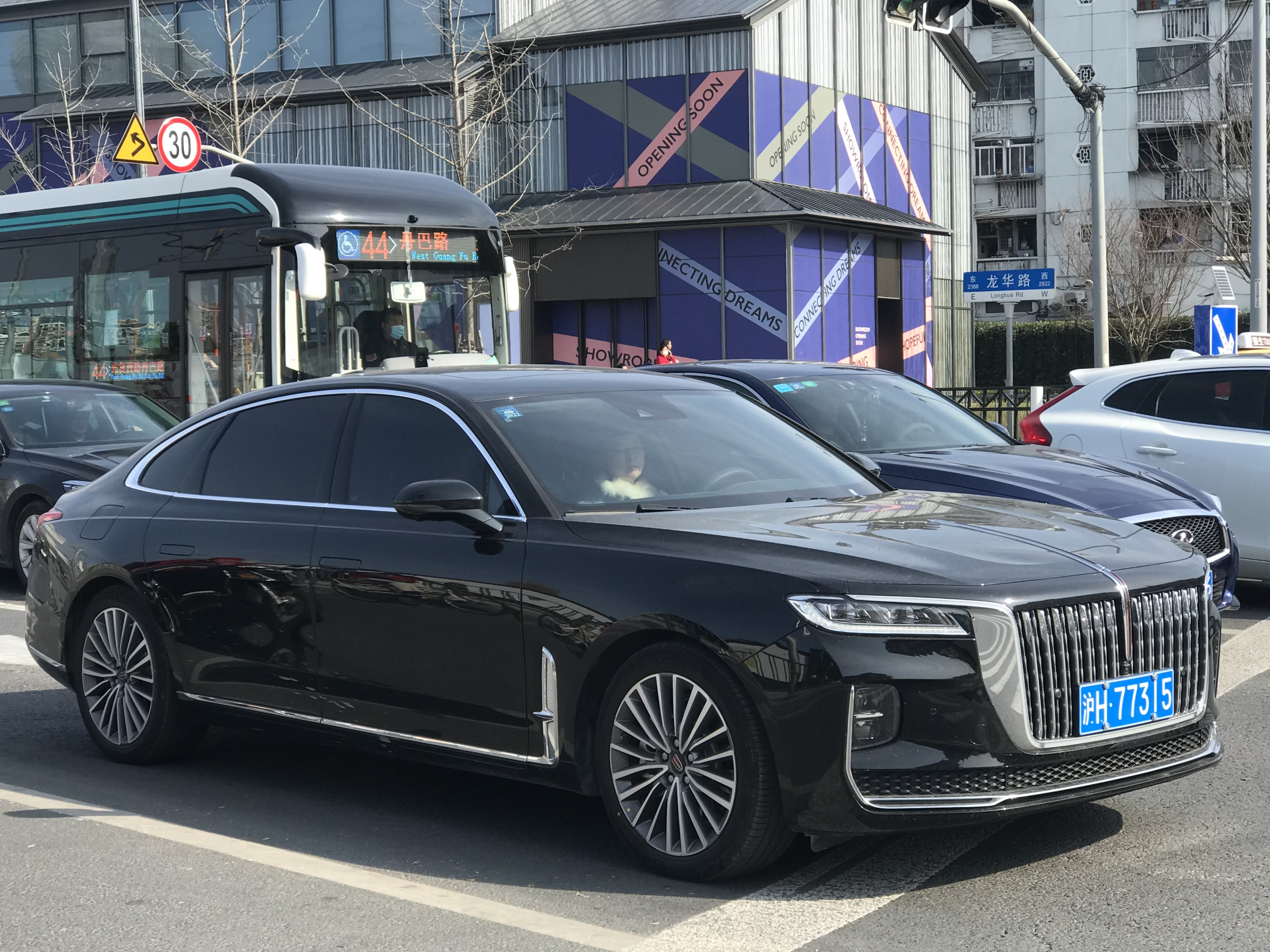
Hongqi H9

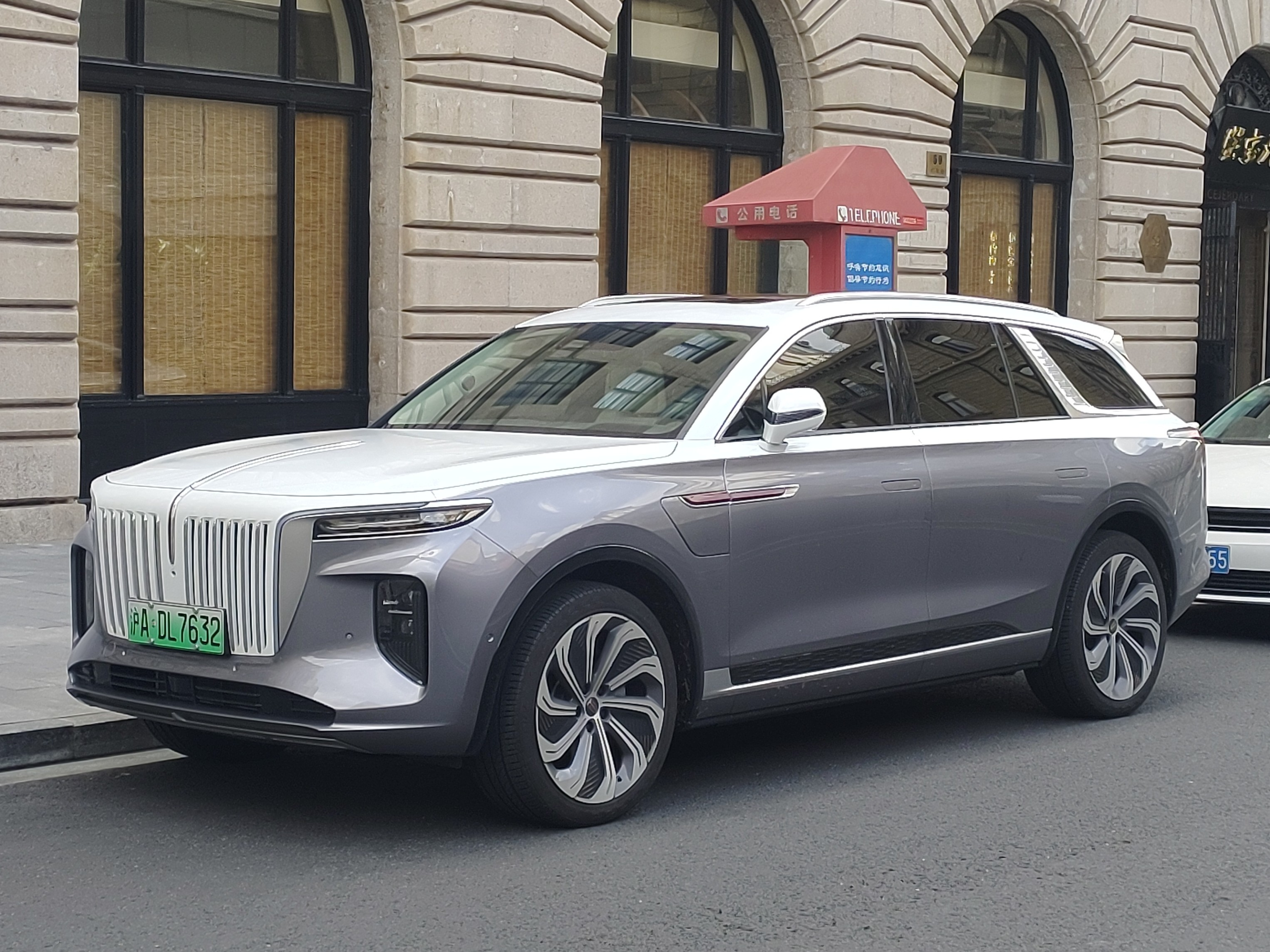
Hongqi E-HS9

Компанія Hongqi була створена в 1958 році, що робить її найстарішою китайською маркою легкових автомобілів. Китайською мовою hongqi означає "червоний прапор", символ комуністичної партії Китаю. Початкові моделі Hongqi були призначені лише для високопоставлених державних чиновників (чиновників) і випускалися до 1981 року. Бренд був відновлений у середині 1990-х.
Hong Qi належить до китайської групи FAW, яка співпрацює з Volkswagen та Audi. Хунці стала символом китайського націоналізму.
У 2013 році Hongqi H7 є офіційним автомобілем чиновників режиму, він випускається в 30000 примірниках.
До 2025 року бренд планує випустити 300 000 автомобілів із 17 новими моделями. HongQi планує розробити 15 електричних моделей та автономний автомобіль.
У серпні 2020 року виробник представив свій гібридний суперкар Hongqi S9, представлений як концепт-кар на автосалоні у Франкфурті 2019 року.